# Bulbophyllum nigriflorum
Bulbophyllum nigriflorum là một loài phong lan thuộc chi Bulbophyllum.